# Koltur
Koltur, 1584 Kolther, er en 245 ha stor færøsk ø vest for Streymoys sydlige kyst.
I nordvestlig retning og ikke langt fra Hestur ligger øen Koltur, som er den mindste beboede ø på Færøerne, kun 2,5 km². Omtrent halvdelen af jorden på Færøerne er kongsjord, som er delt op i større og mindre bondegårde. Koltur er en sådan bondegård og er bortfæstet til en bestemt bonde.
En stor del af øen er et højt fjeld Kolturshamar, 478 m, som muligvis har givet den sit navn efter det oldnordiske ord koltr, som betyder fjeldknude. En anden teori siger, at navnet er et tidligt lån fra engelsk colt og derfor betyder føl. Det kunne svare til naboøen Hestoy (Hestø) i syd.
Mod syd er øen smallere og lavere, og her ligger den gamle bygdejord. Oprindelig var øen én gård, men den blev tilbage i tiden opdelt i to gårde, og dermed har man fået to bygder. Den oprindelige kaldes Heimi í Húsi, den anden Norðuri í Gerðum.
Foruden bygningerne i de to husklynger er der rester af gamle bådehuse og stenhuse til tørv i området ved Gróthåstanga. Der var ikke muligheder for at skære tørv på øen, så dette nødvendige brændsel blev ført hertil med båd fra de nærliggende øer. Føroya Forngripafelag, den færøske museumsforening har udbedret og genoprettet nogle af de gamle bygninger, særlig i husklyngen Heimi í húsi, men også Norðri í Gerði og på Gróthústangi.
En senere opdeling resulterede i fire gårde. Folketallet steg og var omkring 40, da det var størst. I en årrække boede her til sidst kun to familier. Da de forlod øen i 1989, var den ubeboet, indtil Lükka og Bjørn Patursson flyttede til øen i 1994. Deres datter Malan Patursson overtog jorden i 2009, efter at Bjørn Patursson blev direktør for Færøernes Landboadministration, og boede på gården sammen med sin mand og to sønner Norðuri í Gerðum (kendt som Koltursgarður). Malan var bonde i Koltur i 2009 og 2010. Med økonomisk støtte fra offentlige og private pengeinstitutter og fonde er man i gang med at restaurere den oprindelige gård med beboelseshuse, udhuse m.m. Meningen er at bevare en gammel færøsk býling. På gården, der i 2004 blev godkendt som økologisk jordbrug, er der ca. 170 får, 7 stk. skotsk højlandskvæg, foruden gæs, hund samt en del sommerturister, som kan overnatte i telt på en teltplads
med toilet.

## Koltursplanen
I 2014 udarbejdedes en plan for Koltur. I den opsummeredes, at en antikvarisk særordning “omfatter en særlig bevaringsplan for kulturarv og naturarv, som er arrangeret efter almindelige bevaringslove og særlige vedtagelser om bevaring med en solid forankring i den offentlige ordning.”
I 2018 påbegyndte Færøernes Nationalmuseum sammen med rådgivere at udvikle en helhedsplan for Koltur med Koltursplanen fra 2014 som grundlag.
På Koltur vil der blive etableret et naturområde med oprindelig vækst. Større græssende dyr er ikke en del af Færøernes oprindelige natur, og derfor vil et af museets initiativer være, at græsningen skal ophøre i naturområdet. Fårene vil blive fjernet fra naturområdet i 2023.
Ud over at fremhæve Kolturs kulturarv er det helhedsplanens sigte også at skabe en naturhistorisk fortælling om Færøerne.

## Historie
Oprindelsen til øens navn er usikker, men der er to fremtrædende teorier. Den første går ud på, at Kolturshamar har givet navn til øen via det norrøne ord koltr, som betyder "klippeskrænt". Den andre teori går ud på, at navnet er et tidlig låneord fra det engelske colt (fra norrønt koltr), som betyder "føl" og dermed svarer til naboøen Hestur ("Hest") mod syd. Mens der således er enighed om sammenhængen med koltr, er der ikke enighed om betydningen af det.
Det er ikke kendt nøjagtig, hvornår Koltur blev bosat, men man regner med, at øen var ubeboet i vikingtiden og tidlig middelalder, i lighed med Hestur, således, at den blev bosat omkring år 1400. Koltur kan have tilhørt bispesædet i Kirkjubøur indtil reformationen, eftersom der var registreret to gårde med kongsjord i kongens jordebog fra 1584, hvilket tillige er den første skriftlige omtale af øen. Oprindeligt var der kun en gård, men senere blev disse to gårde delt op i yderligere to gårde således, at der blev dannet to bebyggelser med to gårde i hver. På sit højeste var øens indbyggertal omkring 50, og den var således set et højst levende samfund.
I løbet af 1900-tallet blev centraliseringen mere og mere udpræget, og indbyggertallet sank betragtelig. I en årrække boede der kun to familier på Koltur. Disse var ikke på talefod, men uden at nogen ved hvorfor, og det hedder sig, at familierne selv heller ikke vidste dette til sidst. Begge familier forlod øen i slutningen af 1980'erne, og al kongsjorden blev stående uden nogen forpagter.
I midten af 1990'erne flyttede et par fra Kirkjubøur til Koltur, nemlig Bjørn og Lükka Patursson. Bjørn Patursson er yngre broder af Jóannes Patursson, som havde odel på, og i dag driver, kongsgården i Kirkjubøur. Parret bosatte sig i Norðuri í Gerðum, og startede en storstilet restaurering af Heimi í Húsi. Dette blev først gjort for egen regning, men senere også med støtte fra stiftelsen Koltursgrunnurin. Via stiftelsen er der også kommet midler fra den danske A.P. Møller-fond.
1. januar 2005 blev Hests kommuna med Koltur indlemmet i Tórshavnar kommuna.

## Kultur
Den anden býlingur Heimi í Húsi har været skueplads både for filmen Barbara, og den islandske film Dansurinn (Her skal danses) efter William Heinesen. Dronning Margrethe 2. besøgte øen 1995 og 2010.

## Transport
Der er ingen regulær færgeforbindelse, men om sommeren arrangeres der bådture fra Gamlarætt og Tórshavn, mens helikopteren fra Atlantic Airways flyver onsdage, fredage og søndage hele året.

## Demografi
| År                     | 1985 | 1987 | 1989 | 1991 | 1993 | 1995 | 1997 | 1999 | 2001 | 2003 | 2005 | 2007 | 2009 |
| ---------------------- | ---- | ---- | ---- | ---- | ---- | ---- | ---- | ---- | ---- | ---- | ---- | ---- | ---- |
| Indbyggere             | 6    | 4    | 4    | 1    | 1    | 0    | 2    | 2    | 2    | 2    | 2    | 2    | 2    |
| Kilde: Hagstova Føroya |      |      |      |      |      |      |      |      |      |      |      |      |      |

- Areal: 2,5 km² (rang 17)
- Indbyggere: 2, (2020)
- Højeste fjeld: Uppi á Oyggj (eller Kolturshamar), 477 m
- Antal fjelde: 2
- Postnummer: FO-285
- Kommune: Tórshavnar kommuna
- Markatal: 17 mk.